# Confederate 300
Confederate 300 var ett stockcarlopp ingående i Nascar Grand National Series (nuvarande Nascar Cup Series) som kördes 1962 och 1964 på den 0,333 mile (535,911 km) långa ovalbanan Boyd's Speedway i Ringgold i Georgia. År 1962 kördes 200 varv och 1964 kördes 300 varv. Loppet kördes endast två gånger och inga andra Cup-race har körts på banan.

## Tidigare namn
- Confederate 200 (1962)

## Vinnare genom tiderna
| Säsong | Datum          | Nr | Förare        | Team                  | Konstruktör | Distans | Distans         | Tid     | Snitthastighet (mph) | Rapport | Ref   |
| Säsong | Datum          | Nr | Förare        | Team                  | Konstruktör | Varv    | Miles (km)      | Tid     | Snitthastighet (mph) | Rapport | Ref   |
| ------ | -------------- | -- | ------------- | --------------------- | ----------- | ------- | --------------- | ------- | -------------------- | ------- | ----- |
| 1962   | 3 augusti 1962 | 8  | Joe Weatherly | Bud Moore Engineering | Pontiac     | 200     | 66,6 (107,182)  | 0:56.10 | 71.145               | Rapport | [ 1 ] |
| 1964   | 19 juni 1964   | 6  | David Pearson | Owens Racing          | Dodge       | 300     | 99.90 (160,773) | 1:25.34 | 70,051               | Rapport | [ 2 ] |